# 2002 AA29

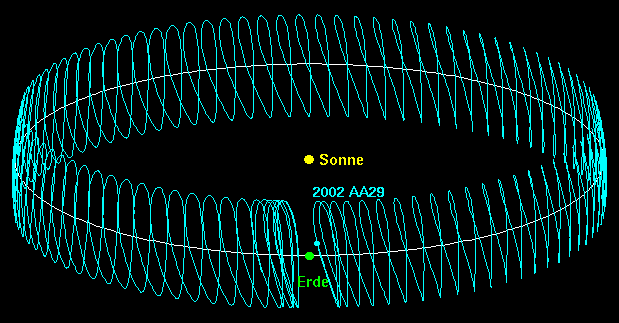
Trayectoria del asteroide 2002AA29 a lo largo de 95 años. La posición del asteroide en el diagrama se corresponde con la del año 2003.

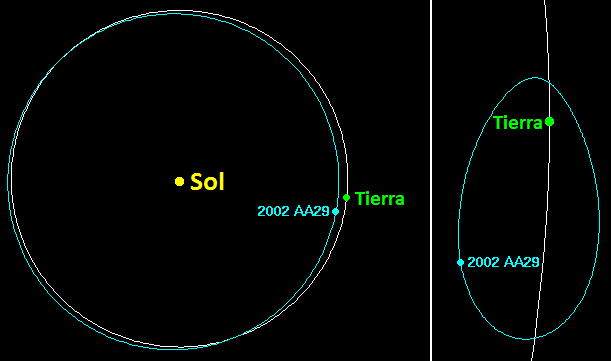
Órbita calculada para el año 2589, momento en el que se comportará como un cuasisatélite.

2002 AA29 (también escrito 2002 AA29) es un Objeto próximo a la Tierra descubierto el 9 de enero de 2009 por el programa de búsqueda automática LINEAR.
El asteroide es de tamaño reducido, con un diámetro estimado entre los 50 y 110 metros, y orbita en torno al Sol en una trayectoria coincidente en su mayor parte con la trayectoria del planeta Tierra. Debido a su órbita, está englobado dentro del grupo de asteroides Atón.
Se conoce muy poco sobre la composición y características del asteroide, pero mediciones de radar doppler sugieren que se trata de un cuerpo con una rotación relativamente rápida, por lo que se cree que debe ser de tipo rocoso, ya que de lo contrario la elevada fuerza centrífuga derivada de su rotación lo habría descompuesto. 

## Órbita
Otra característica de este asteroide es que su período orbital es exactamente de un año sideral, igual que el período orbital terrestre. Esto implica que es un satélite coorbital cuya trayectoria está en resonancia nuestro planeta. Sin embargo, a diferencia de los asteroides troyanos, este asteroide no se ubica en alguno de los puntos de Lagrange, sino que describe una trayectoria espiral en torno al eje de traslación principal, describiendo un bucle cada año en un patrón de unos 95 años, aunque este patrón no es estable y ha ido cambiando a lo largo del tiempo. Visto desde la Tierra, el asteroide parece describir una órbita con forma de herradura.
La órbita del asteroide es prácticamente circular, con una excentricidad de solo 0,012, menor incluso que la terrestre (0,0167). Dado que en la fecha de su descubrimiento el resto de satélites coorbitales de la Tierra poseían excentricidades mucho mayores, con órbitas sensiblemente elípticas, a veces se ha calificado al 2002AA29 como el primer "auténtico" satélite coorbital de la Tierra. 
La inclinación de su órbita con respecto al plano de la eclíptica es de 10,739º
El asteroide no presenta peligro de colisión con la Tierra, situándose en sus máximos acercamientos unas 10 veces más lejos que la Luna.